# Gregory Jbara
Gregory Jbara (Westland (Michigan), 28 september 1961) is een Amerikaans acteur.

## Biografie
Jbara is van Libanese en Ierse afkomst. Hij heeft de high school doorlopen aan de Wayne Memorial High School in Wayne (Michigan). Hierna haalde hij in 1981 zijn diploma in communicatiewetenschap aan de Universiteit van Michigan in Ann Arbor, hij nam hier ook lessen in theater. Hierna verhuisde hij naar New York en nam acteerlessen aan de Juilliard School en behaalde daar in 1986 zijn bachelor of fine arts. In het verleden was hij getrouwd, nu is hij opnieuw getrouwd en woont met haar in Brooklyn (New York).

## Filmografie

### Films
Uitgezonderd korte films.
- 2024 A Ramble Towards Rain - als Buck / Hector Scriggles
- 2023 Alien Intervention - als Sam
- 2023 Oppenheimer - als Warren Magnuson
- 2017 The Mice War - als generaal Kan
- 2014 Trust Me - als Dean Richards
- 2014 Infiltrators – als Eric Volker
- 2013 Broken City – als columnist
- 2012 Big Miracle – als generaal Stanton
- 2010 Remember Me – als Les Hirsch
- 2008 Exit Speed – als Jerry Yarbo
- 2007 Epic Movie – als Mel Gibson
- 2006 World Trade Center – als accountant in kantoor van Karnes
- 2006 Ira & Abby – als zanger
- 2004 Home on the Range – als Willie Brother (stem)
- 2004 the Sure Hand of God – als Bigbee
- 2004 Beverly Hills S.U.V. – als klant
- 2003 Touch 'Em All McCall – als Bobby Mellinger
- 2002 The First $20 Million Is Always the Hardest – als Hank
- 2000 Cement – als Fergus
- 1999 A Midsummer Night's Dream – als Snug
- 1999 The Out-of-Towners – als Edward
- 1997 In & Out – als Walter Brackett
- 1996 One Fine Day – als Freddy
- 1995 Jeffrey – als Angelique
- 1995 Victor/Victoria – als Squash Bernstein
- 1991 Married to It – als café ober
- 1998 Crocodile Dundee II – als jonge politieagent
- 1988 The House in Carroll Street – als kantoormedewerker

### Televisieseries
Uitgezonderd eenmalige gastrollen.
- 2011 – 2024 Blue Bloods – als Garrett Moore – 244 afl.
- 2014 The Other Hef - als Dickie Hefman - 11 afl.
- 2007 Come on Over – als regisseur Greg – 2 afl.
- 2002 – 2005 Grounded for Life – als Dan O'Keefe – 9 afl.
- 2000 – 2001 That's Life – als Jo Jo Regosi – 4 afl.
- 1999 – 2000 Rocket Power – als diverse stemmen – 4 afl.
- 1999 Frasier – als barkeeper – 2 afl.
- 1998 The Drew Carey Show – als Ron – 2 afl.

## Theaterwerk opBroadway
- 2008 – 2012 Billy Elliot: The Musical – als vader
- 2005 – 2006 Dirty Rotten Scoundreis – als Andre
- 1996 – 2013 Chicago – als Billy Flynn (understudy)
- 1995 – 1997 Victor Victoria – als Mr. Bernstein
- 1994 – 1995 Damn Yankees – als Sohovik / stem van verteller
- 1989 Born Yesterday – als A. Bellhop / A. Bootblack
- 1988 Serious Money – als Lid van Liffe / handelaar

- Bibliothèque nationale de France: cb14190250v (data)
- International Standard Name Identifier: 0000 0003 7437 8068
- Library of Congress Control Number: no2005062742
- Système universitaire de documentation: 163286558
- Virtual International Authority File: 24334735
- WorldCat: E39PBJkMDCHFFWPxGhbcvj6xjC